# DeAnna Price
DeAnna Marie Price  (St. Charles, 8 de junho de 1993) é uma atleta norte-americana, campeã mundial do lançamento de martelo.
Foi campeã mundial da prova no Campeonato Mundial de Atletismo de 2019 em Doha, Qatar, tornando-se a primeira atleta dos Estados Unidos a ser campeã mundial em qualquer disciplina de arremesso ou lançamento. Sua melhor marca – 80.31 m – conquistada  na seletiva para os Jogos de Tóquio 2020, é o recorde norte-americano e a coloca como a segunda melhor atleta da modalidade na história, atrás apenas da recordista mundial e multicampeã polonesa Anita Włodarczyk.